# Jakub Jansa
Jakub Jansa (* 1989, Praha) je český audiovizuální umělec a vysokoškolský pedagog.

## Život a dílo
Absolvoval pražskou UMPRUM, kde studoval pod vedením Federica Díaze a Davida Kořínka v ateliéru Supermédií. Diplomoval prací Spiritual Fitness (2016), která byla představena jako tělocvičné studentské hnutí na UMPRUM. Projekt byl realizovaný skrze videa, performance, cvičební showroomy a další doprovodné akce.
Jeho tvorba úzce souvisí s aktuálními otázkami globálního, digitálního a virtuálního světa, ale také se zkoumáním pozic umění a umělce v něm. Ve svých dílech klade silný důraz na prezentaci, a vytváří tak svébytné instalace a specifická prostředí. Pracuje se statickým i pohyblivým obrazem, s fotografií, novými technologiemi či jejich simulací, s objekty a performance, a především s celkovou architekturou výstavy. Soustavně zpracovává pojmy jako jsou vizionářství, pokrok nebo revoluce.
V roce 2017 vedl coby hostující pedagog na katedře fotografie FAMU studio Temporary Arts. Od roku 2020 vede společně s Julií Bena Ateliér performance na FaVU VUT v Brně.
V roce 2021 obdržel Cenu Jindřicha Chalupeckého.

## Vybrané výstavy
Samostatné:
- 2023: Garden of Problems, GHMP, Praha
- 2021: Shame to Pride, Mocvara Gallery, Záhřeb
- 2020: Matter of sensitivity, Museum Portheimka, Praha
- 2019: Ten Years Night, Mihelic's Gas Station, Lublaň
- 2018: The Club at PAF, Pioneers Works, New York
- 2018: Britannica Bootcamp, CAAC, Štrasburk
- 2018: Keeping in Line, NoD, Praha
- 2018: My name is Red Herring, Fotograf Gallery, Praha
- 2017: The Club: Bowling Bar, Hunt Kastner, Praha
- 2014: EngstligenAlp, StartUp, GHMP, Praha
- 2014: Holding plastic bag containing my positions, Umakart, Brno
- 2014: Holding plastic bag containing my positions II, Ukradená Galerie, Praha
- 2012: Nanovo, Galerie Kaluž, Ostrava

Skupinové:
- 2023: Publiek Park, Antverpy
- 2023: Flower Union, Národní galerie Praha
- 2022: Flower Union, EU Council, Brusel
- 2021: 34th Ljublana Biennial, Lublaň
- 2021: Cena Jindřicha Chalupeckého, Brno
- 2020: Spiritualities, Meetfactory, Praha
- 2020: Sanpaku Eyes, Espai Tactel, Barcelona
- 2019: Stumbling Through the Uncanny Valley, CCA, Tel Aviv
- 2019: Healing 2.0, Meet Factory Gallery, Praha
- 2016: Better Ideas for Life, Karlin Studios, Praha
- 2016: Teserakt, Galerie AMU, Praha
- 2016: Better Ideas for Life 1, Ausstellungsraum Klingental, Basel
- 2016: Name of the project is project itself, České centrum, New York
- 2016: Ve snu to vypadalo jinak, Klementinum, Praha
- 2015: Jak nic nechtít, 4+4 dny v pohybu, Praha
- 2014: Koriandrový tunel, GHMP, Praha
- 2013: Vystřelený šrapnel uklidní pozorovatele, Czech China Cont., Beijing, China
- 2013: Industrial Revolution, VP1, Ostrava
- 2013: Watch Out, EngstligenAlp, Bern
- 2013: Conductor, Praha
- 2013: Enter 6, Galerie NTK, Praha
- 2013: Model, Galerie R33, Praha
- 2012: UMPRUM 2012, DOX, Praha
- 2012: P.J.S., Galerie NoD, Praha